# Senkevîcivka
Senkevîcivka (în ucraineană Сенкевичівка) este o așezare de tip urban din raionul Horohiv, regiunea Volînia, Ucraina. În afara localității principale, nu cuprinde și alte sate.

## Demografie
Componența lingvistică a așezării de tip urban Senkevîcivka
     Ucraineană (98,92%)
     Alte limbi (0,94%)
Conform recensământului din 2001, majoritatea populației așezării de tip urban Senkevîcivka era vorbitoare de ucraineană (98,92%), existând în minoritate și vorbitori de alte limbi.